# Si amanece, nos Vamos
Si le jour point, allons-nous en
L'eau-forte Si amanece, nos vamos (en français Si le jour point, allons-nous en) est une gravure de la série Los caprichos du peintre espagnol Francisco de Goya. Elle porte le numéro 71 dans la série des 80 gravures. Elle a été publiée en 1799.

## Interprétations de la gravure
Il existe divers manuscrits contemporains qui expliquent les planches des Caprichos. Celui qui se trouve au Musée du Prado est considéré comme un autographe de Goya, mais semble plutôt chercher à dissimuler et à trouver un sens moralisateur qui masque le sens plus risqué pour l'auteur. Deux autres, celui qui appartient à Ayala et celui qui se trouve à la Bibliothèque nationale, soulignent la signification plus décapante des planches.
- Explication de cette gravure dans le manuscrit du Musée du Prado :
Y aunque no hubierais venido, no hicierais faltas.
(Et même si vous n'étiez pas venues, vous n'auriez pas manqué[3].

- Manuscrit de Ayala :
Conferencian de noche las alcahuetas sobre el modo de echarse criaturas al cinto.
Les entremetteuses se concertent de nuit sur la manière de s'emparer de créatures)[3].

- Manuscrit de la Bibliothèque nationale :
Los rufianes[4] y alcahuetas[5] conferencian de noche sobre sus liviandades[6] y los medios de ir echándose más niños al cinto.
(Les maquereaux et les entremetteuses se concertent de nuit sur leurs débauches et sur les moyens de s'emparer d'encore plus d'enfants)[3].

La nuit est favorable aux conciliabules des sorcières.

## Technique de la gravure

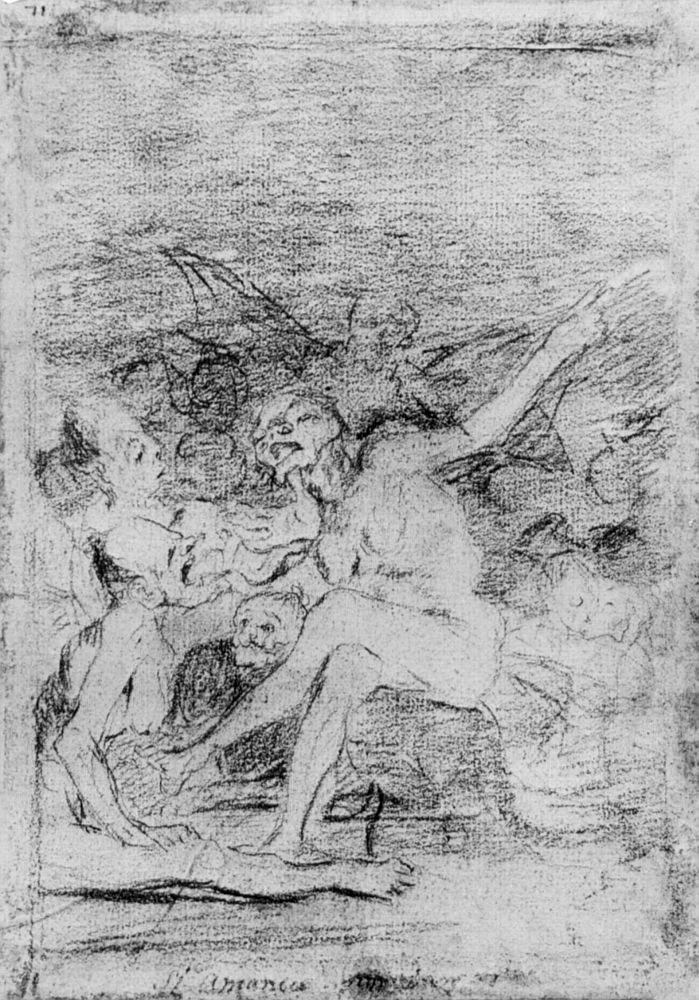
Dessin préparatoire.

L'estampe mesure 196 × 148 mm sur une feuille de papier de 306 × 201 mm.
Goya a utilisé l'eau-forte, l'aquatinte brunie et la pointe sèche. 
Le dessin préparatoire est à la sanguine. Dans l'angle supérieur gauche, au crayon : « 71 ». Dans la marge inférieure, annotation autographe, à la sanguine : « Si amanece nos bamos ». Dans l'angle inférieur gauche, au crayon : « 11 ». Le dessin préparatoire mesure 206 × 144 mm.

## Catalogue
- Numéro de catalogue G02159 de l'estampe au Musée du Prado.
- Numéro de catalogue D04230 du dessin préparatoire au Musée du Prado.
- Numéro de catalogue 51-1-10-69 de l'estampe au Musée Goya de Castres.